# Sisu (Film)
Sisu ist ein finnischer Kriegs- und Actionfilm von Jalmari Helander, der im September 2022 beim Toronto International Film Festival seine Premiere feierte und Ende Januar 2023 in die finnischen Kinos kam. Im Rahmen der Verleihung des Jussi 2024 erhielt der Film fünf Auszeichnungen.

## Handlung
Während des Zweiten Weltkriegs erarbeitet sich der finnische Soldat Aatami Korpi durch seine ungehorsame Einzelkämpfermentalität und die Tötung von über 300 Russen einen Legendenstatus innerhalb der finnischen Armee. Kriegsmüde zieht er sich im Jahr 1944 mit Hund und Pferd in die Einöde Lapplands zurück, wo er nach Gold schürft. Korpi stößt auf eine ergiebige Ader und macht sich zu Pferd mit zwei Satteltaschen voll des Edelmetalls auf den Weg in die nächste Stadt. Unterwegs trifft er auf eine Einheit der deutschen Waffen-SS unter Führung von SS-Obersturmführer Bruno Helldorf, dem im Zuge des Lapplandkrieges der Rückzug nach Norwegen befohlen wurde.
Helldorf verschont Korpis Leben zunächst in der Annahme, dass nachrückende Soldaten das Leben des Mannes beenden würden. Als diese die Goldnuggets entdecken und den ehemaligen Soldaten erschießen wollen, tötet Korpi die vier Soldaten. Helldorf, der aus der Ferne die Schüsse vernommen hat, kehrt um, findet ein Goldstück an einer der Leichen und nimmt mitsamt seiner Einheit die Verfolgung auf. Korpis Flucht wird schon bald durch ein Minenfeld beendet, das von den Deutschen hinterlassen wurde und das Leben seines Pferdes fordert. Als Helldorf seine Erschießung befiehlt, löst Korpi mit einem Stein weitere Minen aus und taucht im entstandenen Rauch unter. 
Als die Deutschen Korpis Erkennungsmarke finden, erfährt Helldorfs rechte Hand Wolf über Funk Korpis Geschichte. Nachdem er seine Familie verloren hatte, während er als finnischer Einzelkämpfer im Winterkrieg kämpfte, bekam Korpi für die Tötung zahlreicher russischer Soldaten von der Roten Armee den Namen Koschtschei ("der Unsterbliche"). Helldorf widersetzt sich seinem Befehl zum Rückzug, um Aatami zu jagen und dessen Gold zu stehlen, da Nazi-Deutschland den Krieg verliert und sie das Gold brauchen, um der Verfolgung für Kriegsverbrechen zu entgehen, wie er Wolf erzählt.
Um auch den deutschen Spürhunden zu entkommen, springt Korpi mit dem Gold in einen nahegelegenen See und taucht unter. Von Helldorf entsandte Soldaten kann er unter Wasser ausschalten und ihre ausgestoßene Luft zum Atmen verwenden, ehe er sich ans gegenüberliegende Ufer rettet. Wenig später erreicht er die nächste Stadt, muss allerdings feststellen, dass diese von den Nazis völlig zerstört und in Flammen zurückgelassen wurde. Korpi wird daraufhin von Helldorf mittels seines Hundes geködert, gefangen genommen und an einem Mast aufgehängt. Die Nacht kann er nur überstehen, indem er sein Bein an einer herausstehenden Metallstange aufspießt. Am nächsten Morgen landet ein Stuka der deutschen Luftwaffe in unmittelbarer Nähe zum Tanken und bringt den Mast dabei zum Einsturz. Korpi tötet die beiden Piloten, versorgt seine Wunden und beschließt, sich sein Gold zurückzuholen.
Mit dem Stuka holt Korpi die Einheit von Helldorf ein und bringt zunächst einen Laster mit weiblichen Gefangenen unter seine Kontrolle. Gemeinsam mit den sechs befreiten Frauen erschießt Korpi einen Großteil der deutschen Soldaten, ehe sie Wolf, Helldorfs rechte Hand, gefangen nehmen können. Den in einem Panzer flüchtenden Obersturmführer verfolgt Korpi bis zu einem Flugplatz, von dem aus Helldorf nach Norwegen fliehen möchte. Mit seiner Spitzhacke kann sich Korpi am startenden Flugzeug befestigen und in den Innenraum eindringen, wo es zum Kampf mit Helldorf kommt. Der Obersturmführer scheint zwar körperlich überlegen zu sein, wird von Korpi jedoch mit einer Reißleine an einer Fliegerbombe befestigt und über der Einöde abgeworfen, wodurch er stirbt.
Im abstürzenden Flugzeug bereitet sich Korpi auf eine Bruchlandung vor, die er ohne größere körperliche Schäden überleben kann, weil das Flugzeug in einem Moorgebiet abstürzt. Mit dem zurückgewonnenen Gold tritt er daraufhin den Weg in das kriegszerstörte Helsinki an, wo er das Edelmetall einer Bank übergeben und im Gegenzug Geld ausbezahlt haben möchte.

## Produktion

### Filmstab und Filmtitel
Regie führte Jalmari Helander, der auch das Drehbuch schrieb. Sisu ist nach A Christmas Tale von 2010 und Big Game von 2014 sein dritter Langfilm.
Der Filmtitel „Sisu“ stammt aus dem Finnischen. Das praktisch nicht übersetzbare Wort Sisu beschreibt grenzenlosen Mut, aber auch absolute Entschlossenheit angesichts unvorstellbarer Widerstände, wenn alle Hoffnung verloren scheint und man sich dem Schicksal entgegenstemmt.
Dem Regisseur Helander zufolge dienten der finnische Scharfschütze Simo Häyhä, der im Winterkrieg gegen die Rote Armee kämpfte, und der Film Rambo als Inspiration.

### Besetzung, Synchronisation und Dreharbeiten
Der Norweger Aksel Hennie spielt SS-Obersturmführer Bruno Helldorf und der Finne Jorma Tommila den ehemaligen Soldaten Aatami Korpi. Mit Tommila hatte der Regisseur bereits Big Game gedreht. In Nebenrollen sind Onni Tommila, der Sohn von Jorma Tommila und der Neffe des Regisseurs, der ebenfalls in Big Game spielte, als Schütze, der Brite Jack Doolan in der Rolle von Wolf und Mimosa Willamo als Aino zu sehen.
Die deutsche Synchronisation entstand nach der Dialogregie von Olaf Mierau im Auftrag der Iyuno-SDI Group Germany GmbH, Berlin. Jaron Löwenberg leiht in der deutschen Fassung Obersturmführer Bruno Helldorf seine Stimme und Robert Glatzeder Jack Doolan in der Rolle von Wolf.
Die Dreharbeiten fanden ab Ende Sommer 2021  in Lappland vor Kulisse der herbstlichen Tundra statt. Zu den Drehorten zählten die Gemeinden Utsjoki (mit den Dörfern Utsjoki und Nuorgam) und Inari (mit dem Dorf Inari am Inari-See und dem verlassenen Flughafen von Kaamanen, wo die Actionszenen mit schweren Fahrzeugen wie Panzern entstanden). Weiter Aufnahmen erfolgten am See Pikku Mustajärvi bei Ruovesi. Als Kameramann fungierte Kjell Lagerroos. Die Unterwasserszenen wurden in Lohja, im Süden Finnlands, gedreht.

### Filmmusik und Veröffentlichung
Die Filmmusik komponierten Juri Seppä und Tuomas Wäinölä. Mit Seppä hatte der Regisseur ebenfalls bereits für Big Game zusammengearbeitet. Das Soundtrack-Album mit insgesamt 28 Musikstücken wurde Ende April 2023 von Madison Gate Records als Download veröffentlicht.
Die Premiere erfolgte am 9. September 2022 beim Toronto International Film Festival. Im Oktober 2022 wurde der Film beim Sitges Film Festival vorgestellt. Am 27. Januar 2023 kam der Film in die finnischen Kinos. Im April 2023 wurde er beim Fantasy Filmfest im Rahmen der Fantasy Filmfest Nights, beim Florida Film Festival und Ende April, Anfang Mai 2023 beim Filmfestival Crossing Europe gezeigt. Am 28. April 2023 kam der Film in ausgewählte US-Kinos. Der Kinostart in Deutschland erfolgte am 11. Mai 2023. Im Juni 2023 wurde Sisu beim Sydney Film Festival und Anfang Juli 2023 beim Internationalen Filmfestival Karlovy Vary gezeigt. Zwischen Juli und September 2023 lief Sisu im Rahmen des New Zealand International Film Festivals.

## Rezeption

### Kritiken und Einspielergebnis
Von den bei Rotten Tomatoes aufgeführten Kritiken sind 94 Prozent positiv bei einer durchschnittlichen Bewertung mit 7,6 von 10 möglichen Punkten. Bei Metacritic erhielt der Film einen Metascore von 70 von 100 möglichen Punkten.
Peter Osteried erklärt in seiner Funktion als Filmkorrespondent der Gilde deutscher Filmkunsttheater, Sisu sei so etwas wie ein Kind der Liebe von Rambo und Inglourious Basterds, und der Film habe einen gewissen Tarantino-Vibe, auch wenn er in seiner Gewaltdarstellung noch kompromissloser ist. Der Held des Films, den sie den Unsterblichen nennen, könnte kaum ikonischer sein, was in Szenen kulminiere, die jedwedem Realismus spotten: „Was dem alten Mann hier widerfährt, reicht im Grunde, um einer ganzen Schar von Filmhelden den Garaus zu machen. Aber er steht immer wieder auf – fast so wie ein fleischgewordener Terminator Finnlands“, so Osteried. Der Film sehe trotz des relativ kleinen Budgets wirklich gut aus, und die Landschaften Lapplands mit ihrer kargen Schönheit würden effektiv eingesetzt. Die Actionszenen seien wiederum dynamisch und mitreißend gestaltet.
Die weltweiten Einnahmen des Films aus Kinovorführungen belaufen sich auf 12,5 Millionen US-Dollar (Stand Ende Juni 2023).

### Auszeichnungen
Brussels International Fantastic Film Festival 2023
- Auszeichnung mit dem Publikumspreis (Jalmari Helander)
- Lobende Erwähnung im Internationalen Wettbewerb (Jalmari Helander)[22]

Critics’ Choice Super Awards 2024
- Nominierung als Bester Actionfilm[23]

Jussi 2024
- Auszeichnung für die Beste Kamera (Kjell Lagerroos)
- Auszeichnung für den Besten Filmschnitt (Juho Virolainen)
- Auszeichnung für das Beste Set Design (Otso Linnalaakso)
- Auszeichnung für das Beste Make-up Design (Salla Yli-Luopa)
- Auszeichnung mit dem Diploma for Visual Effects (Jussi Lehtiniemi und Antti Kulmala)[24]

Saturn-Award-Verleihung 2024
- Auszeichnung als Bester internationaler Film

Sitges Film Festival 2022
- Auszeichnung als Bester Film im Oficial Fantàstic Competition (Jalmari Helander)
- Auszeichnung als Bester Schauspieler (Jorma Tommila)
- Auszeichnung für die Beste Kamera (Kjell Lagerroos)
- Auszeichnung für die Beste Filmmusik (Juri Seppä und Tuomas Wäinölä)[25]

## Fortsetzung
Die Fortsetzung Sisu: Road to Revenge soll am 21. November 2025 in die US-Kinos kommen.